# كالي كيرمان
كالي كيرمان (بالفنلندية: Kalle Kerman)‏ هو لاعب هوكي الجليد فنلندي، ولد في 10 فبراير 1979 في كووبيو في فنلندا.

## وصلات خارجية
- كالي كيرمان على موقع EliteProspects.com (الإنجليزية)
- كالي كيرمان على موقع Eurohockey.com (الإنجليزية)
- كالي كيرمان على موقع HockeyDB.com (الإنجليزية)